# Chiesa della Natività di Maria (Novella, Italia)
La chiesa della Natività di Maria è una chiesa sussidiaria ad Arsio, frazione di Novella, in Trentino. Fa parte della zona pastorale delle Valli del Noce e risale al XVI secolo.

## Storia

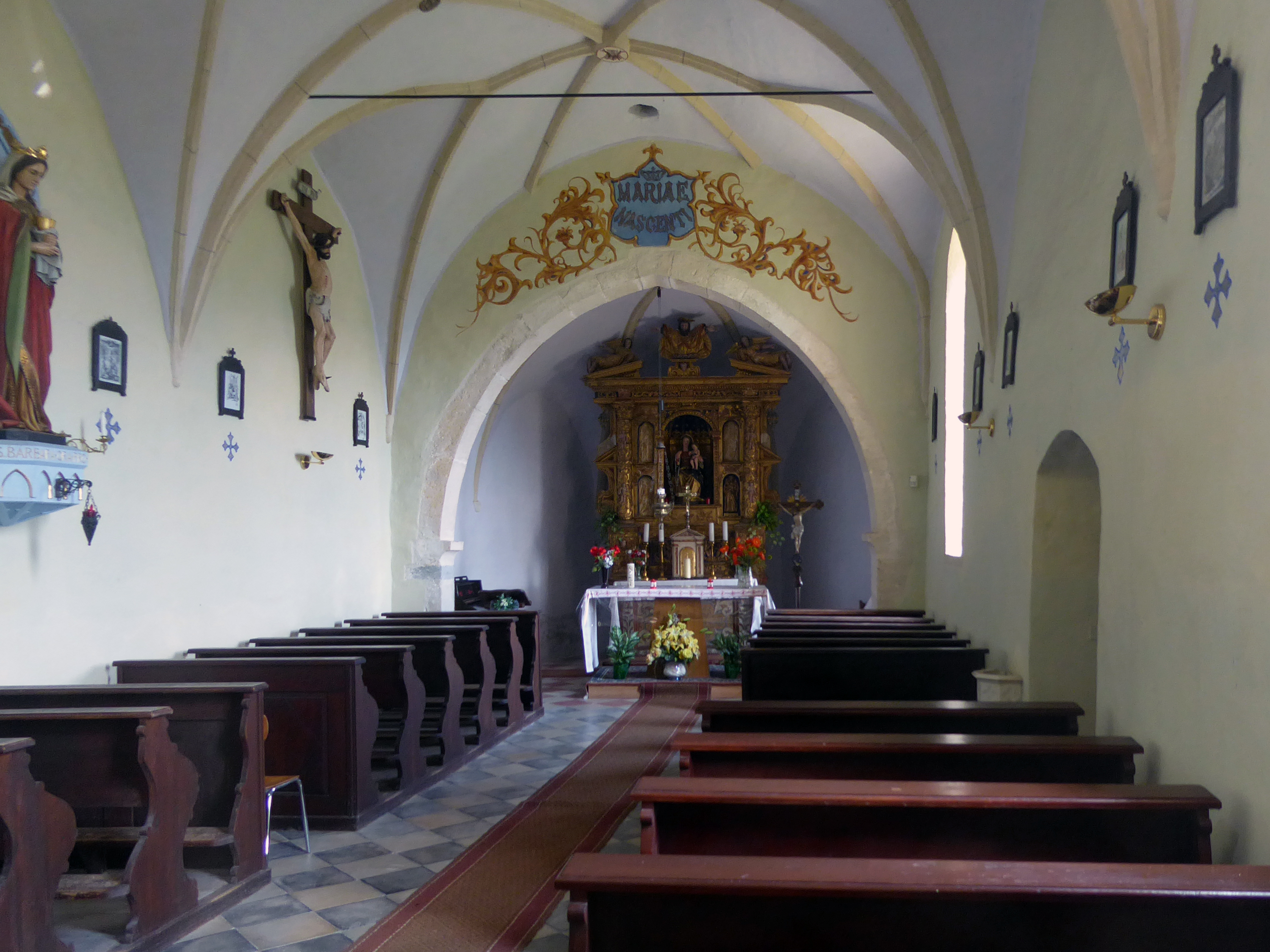
Interno

La prima citazione che riguarda la chiesa della Natività di Maria risale al 1537 e si trova negli atti relativi ad una visita pastorale nel territorio del cardinale e principe vescovo di Trento Bernardo Clesio.
In atti relativi ad una visita pastorale successiva effettuata nel 1616 si trova la descrizione dell'edificio; questo era privo di volte e nel coro erano presenti decorazioni affrescate (queste in seguito vennero imbiancate). Dopo la metà del secolo venne edificata la torre campanaria.
Attorno agli anni novanta del XX secolo l'edificio fu oggetto di restauri conservativi che interessarono in particolare le strutture murarie e la loro difesa dalle infiltrazioni di umidità, e a questi lavori seguì la ritinteggiatura sia degli interni sia degli esterni. Inoltre venne rinnovata la copertura del tetto con scandole in legno.

## Descrizione

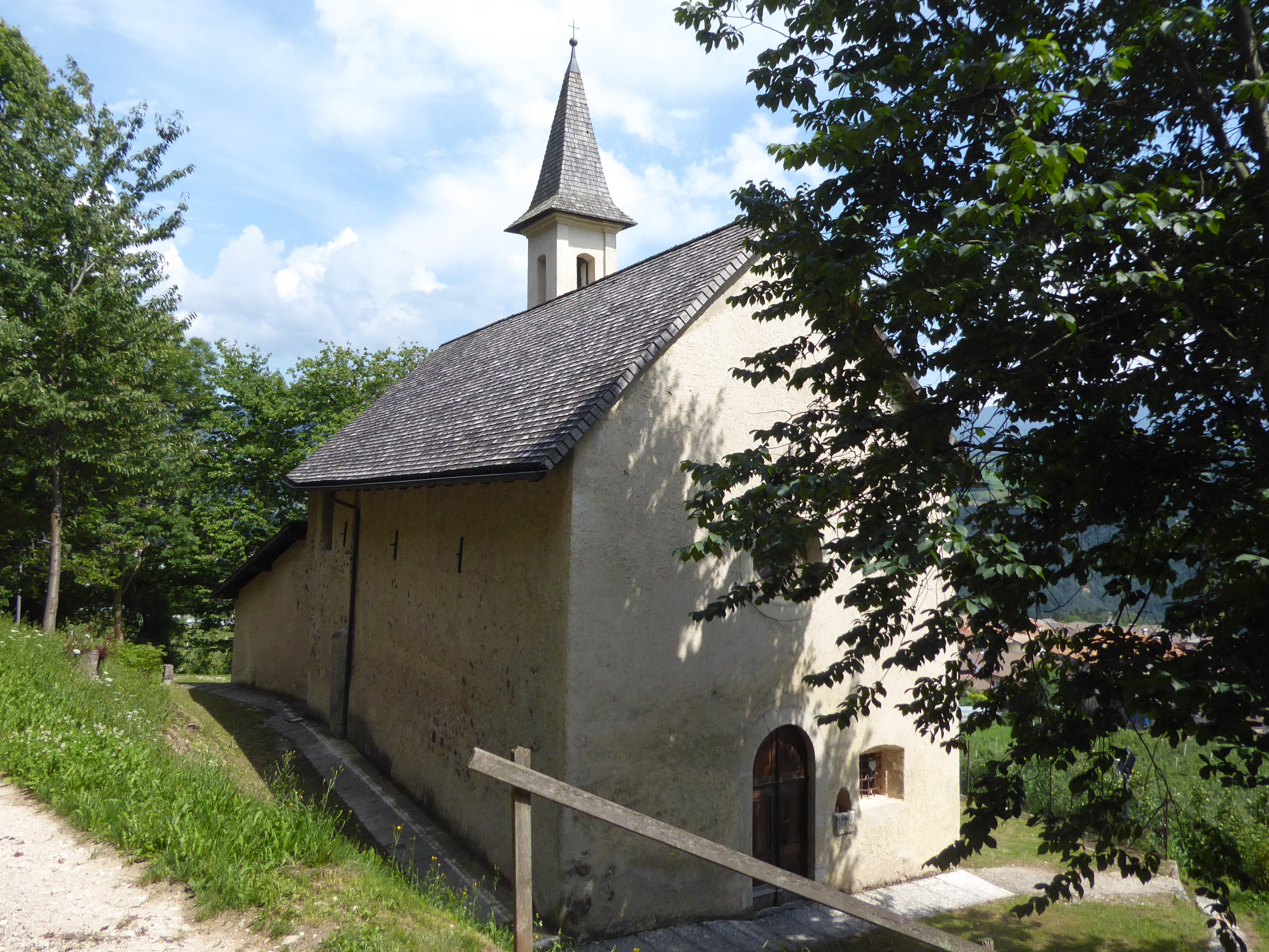
Vista da un'altra angolazione

La piccola chiesa è un esempio di architettura gotica minore e si trova su una spianata nei pressi di una sorgente a dominare la zona abitata di Arsio. La facciata è semplice, con due spioventi ed un portale in pietra con arco a tutto sesto. Di fianco una finestrella con inferriate e sopra, al centro, un oculo. La torre campanaria è posta nella zona posteriore, accanto al presbiterio.
L'interno è a navata unica. L'altar maggiore seicentesco è in legno policromo e conserva i resti di un trittico gotico. Sino al 1965 ospitava una statua di Madonna con Bambino e Angeli di gusto gotico che fu poi trafugata. La statua che venne scolpita in seguito da artisti gardenesi fu essa stessa oggetto di furto ma poi venne abbandonata e riportata nella sala della chiesa. Durante il secondo furto vennero asportate anche altre tre piccole statue che stavano sull'altare.
La Via Crucis è del XVIII secolo. Nella sala è presente anche la statua di Santa Barbara, opera di Carlo Pancheri e donata dagli emigranti in America negli anni trenta.